# Tove Mohr

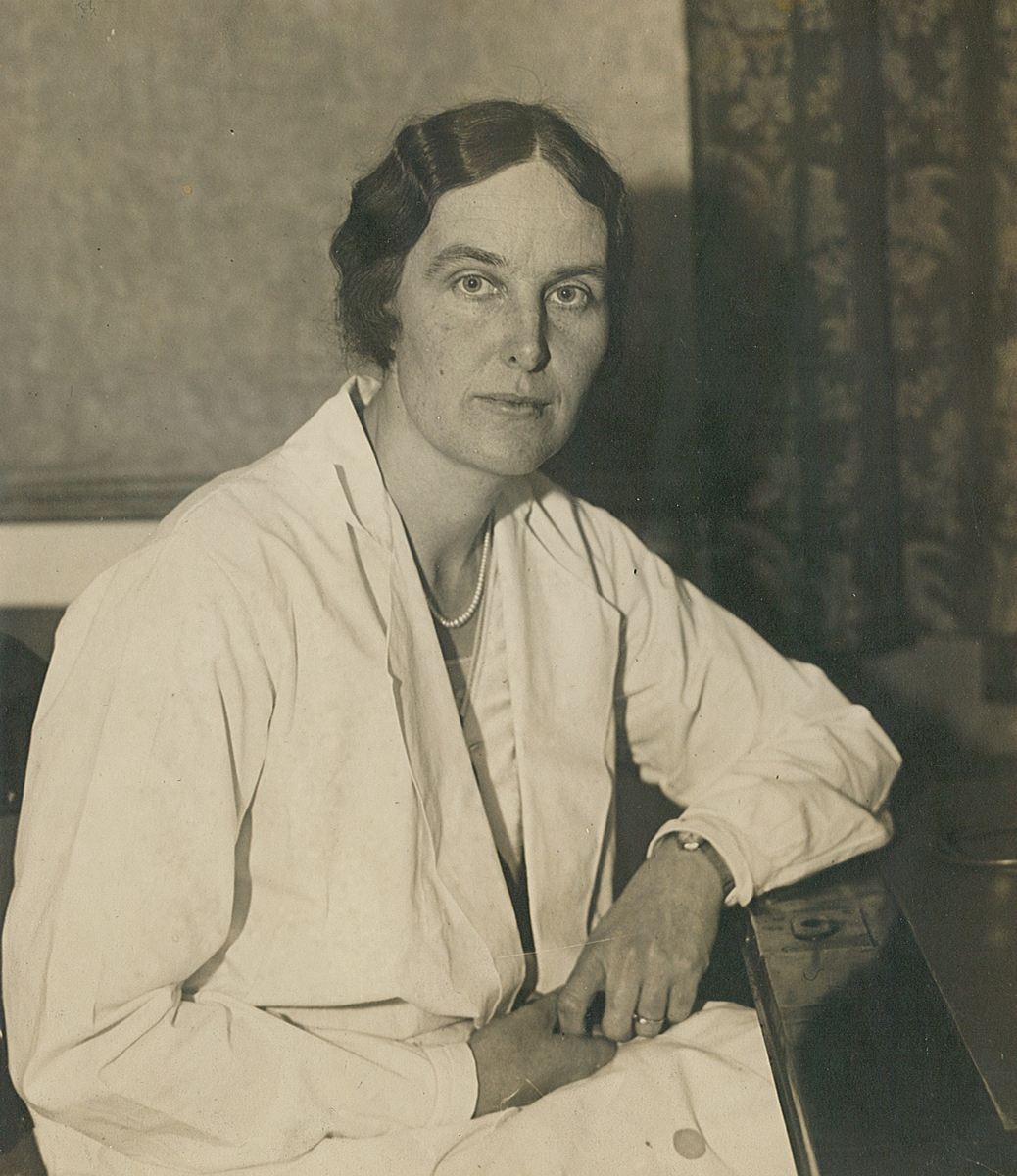
Tove Mohr (1891–1981), circa 1935

Tove Mohr, geboren als Tove Kathrine Møller, (* 3. März 1891 auf Thorsø herregård, Torsnes, heute Fredrikstad; † 26. August 1981 ebenda) war eine norwegische Gynäkologin und Frauenrechtlerin. „Wie ihre Mutter, Katti Anker Møller, gilt sie als Pionierin auf dem Gebiet der Empfängnisverhütung, der Abtreibung und der Sexualerziehung.“
Sie wies auf den Zusammenhang zwischen Alkoholismus und Gewalt gegen Frauen hin und forderte Sozialhilfe für benachteiligte Mütter und ihre Kinder. Sie führte eine gynäkologische Praxis, wirkte in Kommissionen auf die Gesetzgebung ein und war in Organisationen der Abstinenzbewegung aktiv. „Bei der Verabschiedung des Abtreibungsgesetzes im Jahr 1978 saß sie auf der Besuchertribüne des norwegischen Parlaments zusammen mit ihrer Tochter Tove Pihl, die sich ebenfalls stark für die Verabschiedung des Gesetzes eingesetzt hatte.“

## Leben

### Elternhaus
Tove Kathrine Møller war das älteste Kind des Gutsbesitzers und Politikers Kai Bisgaard Anker Møller (1859–1940) und der Kathrine („Katti“) Anker (1868–1945). Beide Elternteile stammten aus der alten und verzweigten Familie Anker, die im Laufe der Generationen viele prominente Mitglieder hervorgebracht hat. Die Großmutter Dikka Møller war eine Pionierin der Friedensbewegung der norwegischen Frauen. Vater Kai Møller war einer der einflussreichsten Interessensvertreter der norwegischen Landwirtschaft und gründete u. a. die erste landwirtschaftliche Einkaufsgenossenschaft Norwegens.
Die Mutter Katti Anker Møller engagierte sich in der Frauenbewegung und setzte sich für Verhütung und die Legalisierung der Abtreibung ein. Zusammen mit ihrem Schwager Johan Castberg setzte sie die Kindergesetze durch, mit denen uneheliche Kinder Anspruch auf Namen und Erbe ihres Erzeugers erhielten. „Tove hatte großen Respekt vor ihrer Mutter. Sie sagt, sie habe sie geliebt und bewundert und sich mit ihr eins gefühlt.“ Sie veröffentlichte 1968 die Biografie Katti Anker Møller: en banebryter.
Tove Møller hatte zwei jüngere Geschwister, Edvard Johannes (* 1893) bzw. Mix Anker (* 1896), beide benannt nach den Großeltern auf der väterlichen bzw. der mütterlichen Seite. Die Kinder wuchsen „in stattlicher Umgebung“ auf dem Herrenhof (herregård) Thorsø auf, „in einem offenen und liberalen Elternhaus.“ Der sich seit 1818 im Familienbesitz befindende Hof verfügte nicht nur über großen Grundbesitz und beschäftigte viel Personal, sondern war auch ein Treffpunkt bedeutender Persönlichkeiten aus Kunst, Wissenschaft und Politik.

## Literatur

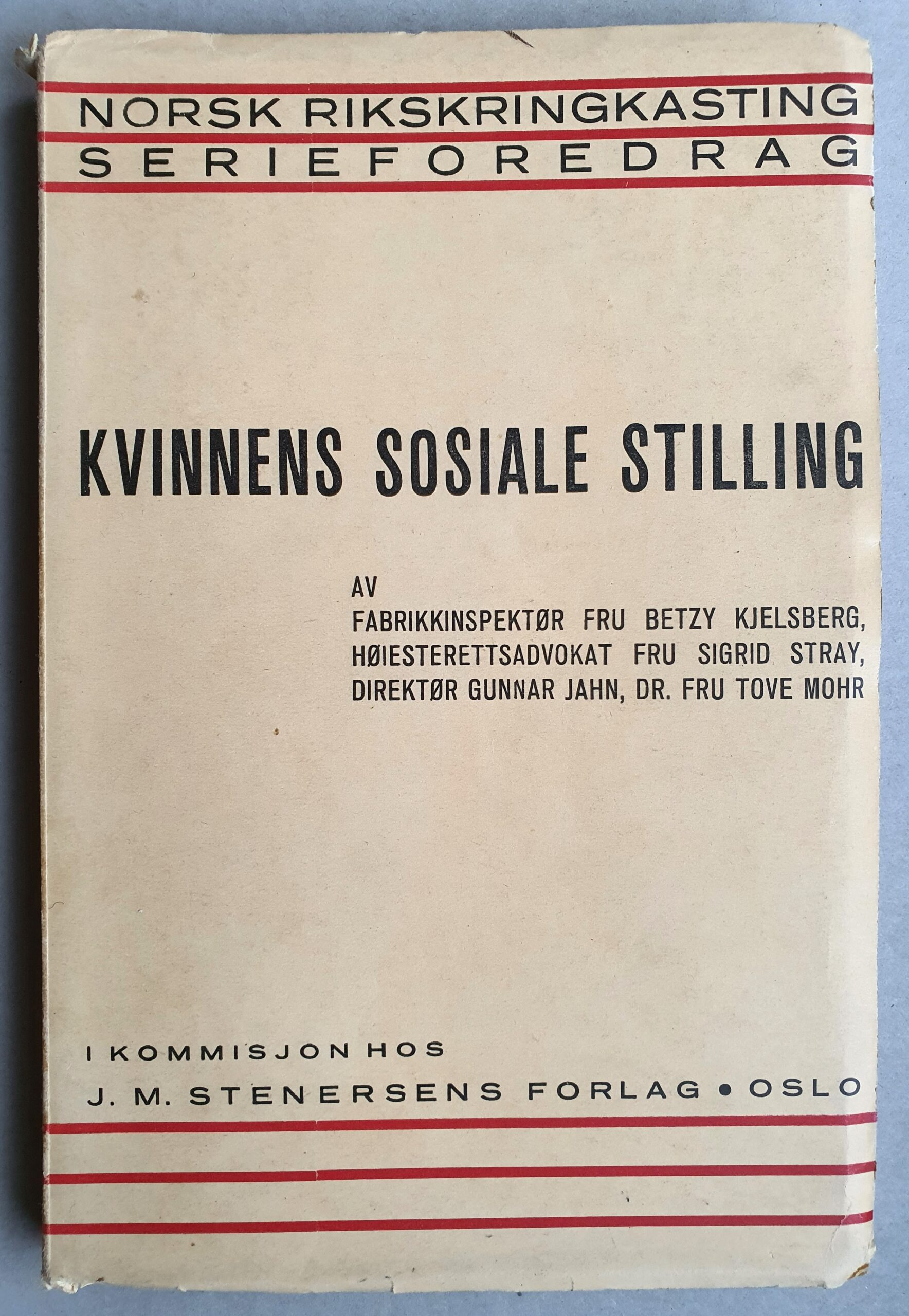
Betzy Kjelsberg, Sigrid Stray, Gunnar Jahn, Tove Mohr: Kvinnens sosiale stilling: September—oktober 1934. Oslo 1935

### Studium

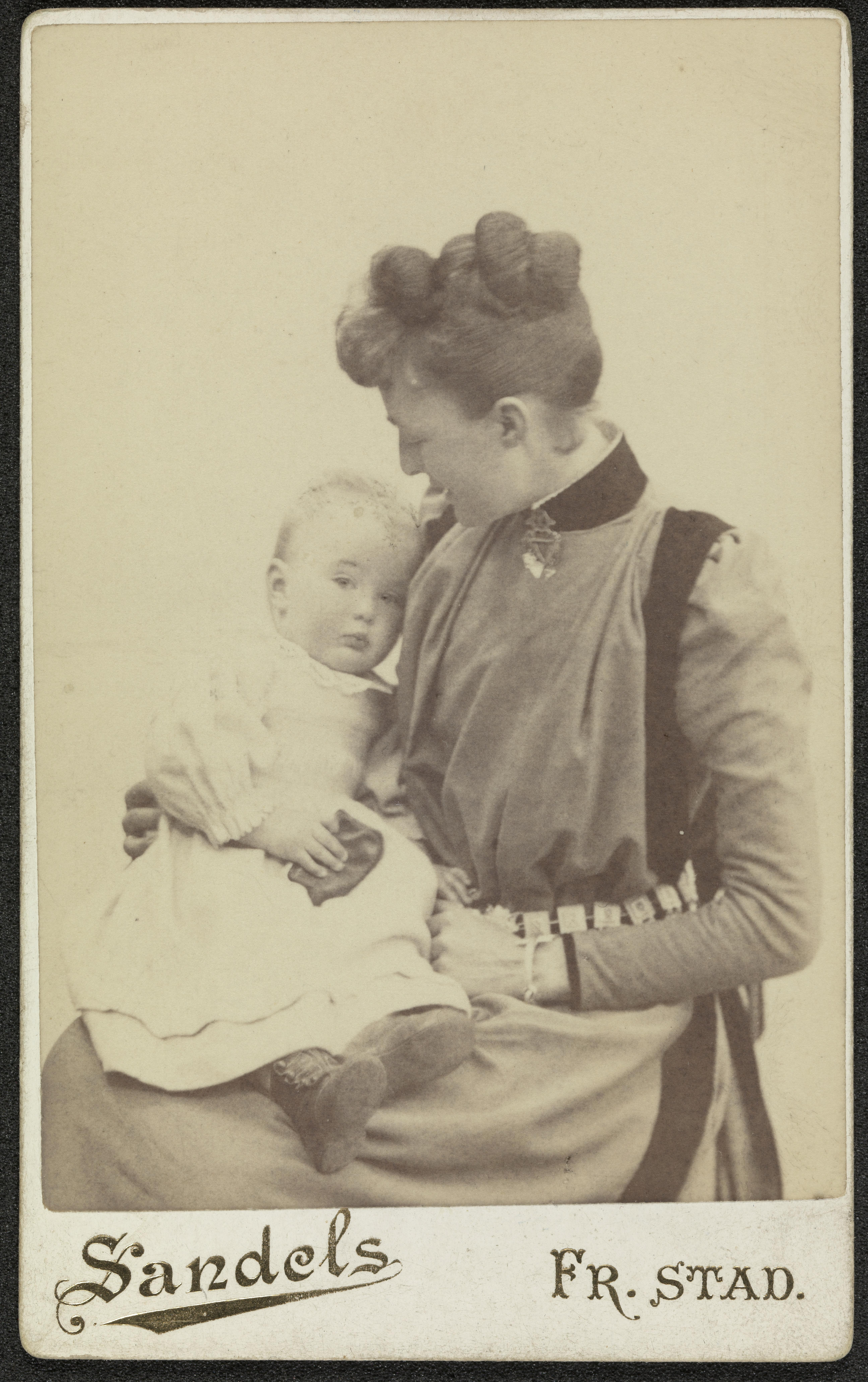
Katti Anker Møller mit ihrer Tochter Tove Mohr im Arm

Tove Møller besuchte die Mädchenschule von Ragna Nielsen in Kristiania (Oslo) und machte dort 1906 ihren Abschluss (middelskoleeksamen). Anschließend war sie auf dem Gymnasium in Fredrikstad und legte 1909 ihr Examen artium (Abitur) ab. Das darauffolgende Medizinstudium schloss sie 1917 mit dem Titel cand. med. ab.
Zum Zeitpunkt der Volkszählung 1910 wohnte Tove als Untermieterin beim „Rektor im Staatsdienst“ Anton Henrik Ræder und dessen Familie in Kristiania auf Ullevoldsveien 31. Ein weiterer Untermieter war Toves Cousin Frede Castberg.
Neben ihrem Studium war sie vielfältig aktiv. „Im Jahr 1910 reiste sie nach London, um an der historischen Demonstration der Suffragetten für das Frauenwahlrecht teilzunehmen. Zu diesem Zeitpunkt ist sie 18 Jahre alt.“
Tove Møller schloss sich der Abstinenzbewegung an, indem sie der Studentavholdslaget (Studentischen Abstinenzgruppe) in Kristiania beitrat. Dort wurde sie 1911 zur Vorsitzenden gewählt. „‚Sie hat die Ehre, die erste Frau zu sein, die den Vorsitz einer Studentenschaft innehatte‘, hieß es in einem Zeitungsartikel.“ Außerdem war sie 1907–1910 Vorstandsmitglied des Norges Studerende Ungdoms Avholdsforbund (NSUA) (Abstinenzvereins der Norwegischen Studierenden Jugend). Diese Dachorganisation hat 1973 ihren Namen auf Forbundet Mot Rusgift (FMR) (Verein gegen Drogensucht) gewechselt und beschäftigt sich seitdem mit der Prävention auch des Drogenkonsums.
Auch Toves jüngere Schwester Mix Anker war Mitglied des NSUA und 1918–1920 sogar dessen (erste weibliche) Vorsitzende. Sie schloss ein Studium der Rechtswissenschaft ab, heiratete dann jedoch den Forstbesitzer Otto Braathen aus Sundsvall und ließ sich in Schweden nieder.

### Familiengründung
Trotz all ihrer Aktivitäten und dem Studium fand Tove noch Zeit, zu heiraten. Am 9. Juni 1914 verehelichte sie sich mit dem Genetiker Otto Lous Mohr (* 8. März 1886 in Mandal; † 23. Juni 1967 in Fredrikstad), Sohn des Priesters Olaf Eugen Mohr (1856–1933) und der Jeanette Lous (1860–1942), sowie Bruder des Malers Hugo Lous Mohr (1889–1970). Der Ehemann arbeitete zu dieser Zeit an der biologischen Station in Drøbak und an seiner Dissertation. Er wurde später Professor an der Universität Oslo und ab 1945 auch deren Rektor.
Das Engagement für Abstinenz, Sexualerziehung und Familienplanung teilte Otto Lous Mohr mit seiner Frau. In seinem späteren Leben schrieb er: „Die größten Werte in meinem Leben habe ich in der Freude an der experimentellen Forschung und in der modernen Ehe gefunden, d.h. in einem Zusammenleben, in dem beide Partner ihren eigenen, unabhängigen Lebenszweck haben.“ (zitiert nach)

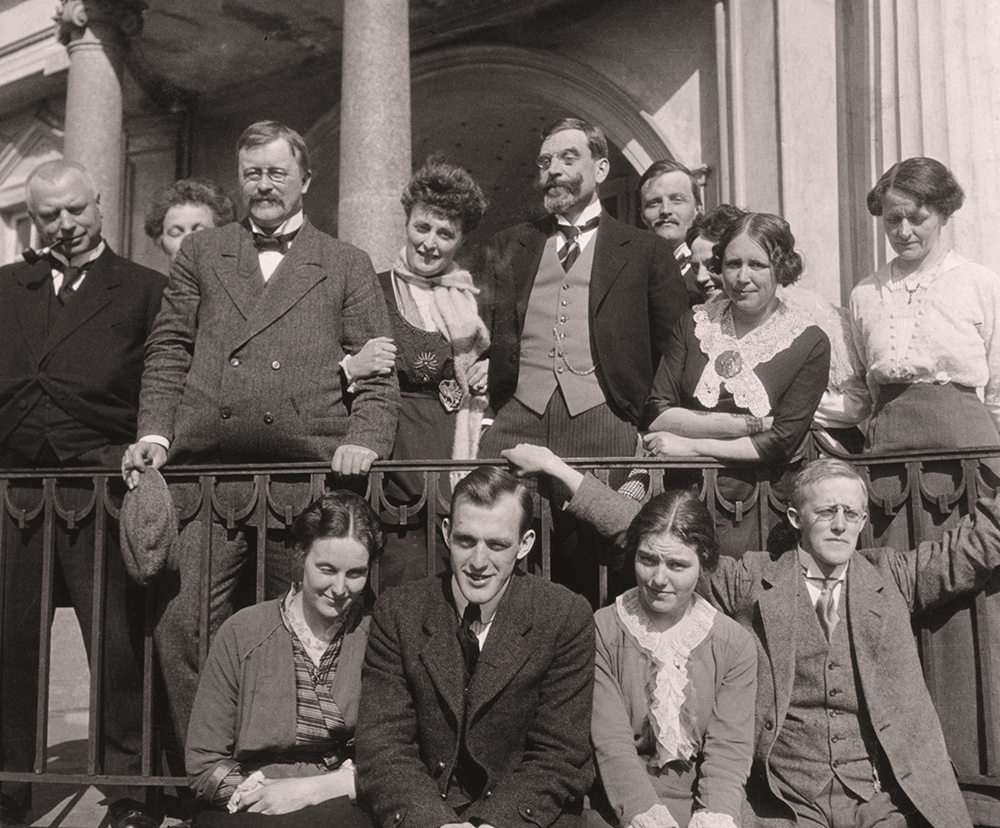
Die Familien Anker, Møller, Castberg: Hinten von links: Ella Anker, Johan Castberg, Katti Anker Møller, Kai Møller, Nils Anker, Karen Anker, Gudrun Anker (geborene Nilssen). Vorne von links: Tove Mohr, ihre Geschwister Edvard Johannes Møller und Mix Anker Braathen, sowie Cousin Frede Castberg

Kinder kamen in dieser Ehe erst nach einigen Jahren zur Welt, nachdem sich die Partner beruflich etabliert hatten. Tochter Venke wurde 1918 geboren, Sohn Kai Møller 1920, Tochter Tove Agnethe 1924. Letztere wurde Pädagogin, heiratete mit Alexander Pihl ebenfalls einen Arzt und führte das Werk von Großmutter und Mutter für die Selbstbestimmung der Frauen weiter.
Tove Mohr war lange Zeit auch für Thorsø herregård verantwortlich; ab 1937, als ihr Vater Kai Møller ihr das Gut übergab, bis 1954, als sie es an ihren Sohn Kai Mohr weitergab.

### Ärztliche Praxis
Tove Mohr arbeitete nach ihrem Abschluss 1917 als Assistenzärztin in der medizinischen Abteilung des Rikshospitalet. Am 7. Februar 1918 reiste sie mit ihrem Ehemann „als Emigrantin“ auf dem Schiff Bergensfjord nach New York City, wo sie am Womens Hospital der Columbia University arbeitete und wo auch ihr erstes Kind, Venke, zur Welt kam. Im Folgejahr kehrten die „Emigranten“ nach Kristiania zurück.
Tove Mohr wurde erneut Assistenzärztin, nun an der chirurgischen Abteilung des Ullevål-Krankenhauses, und hospitierte anschließend in den Abteilungen für Gynäkologie und Pädiatrie des Rikshospitalet. 1919–1921 arbeitete sie zusätzlich im städtischen Gesundheitsinspektorat. 1922 eröffnete sie eine Privatpraxis, 1924–1925 war sie Assistenzärztin am Krohgstøtten-Krankenhaus und seit dessen Gründung 1926 Ärztin im Entbindungsheim Bethanien (Bethanien fødehjem).
1924 gründete Katti Anker Møller das erste norwegische Mødrehygienekontor, eine „Mütterberatungsstelle“, in der Frauen – insbesondere aus der Arbeiterklasse – über Sexualität, Empfängnisverhütung, Geburt und Säuglingspflege aufgeklärt wurden. An (verheiratete) Frauen wurden Verhütungsmittel abgegeben. Ärzte wurden vermittelt; das Kontor war aber keine Klinik. „Als ihre Mutter das Mødrehygienekontor in Oslo eröffnete, war es für Tove Mohr selbstverständlich, neben ihrer eigenen Praxis und ihrer Tätigkeit in verschiedenen Krankenhäusern auch Ärztin im Kontor und später dessen Vorsitzende zu werden.“
Tove Mohr lebte und praktizierte 1925–1949 auf Vallegatta 19 im Viertel St. Hanshaugen und gewann dort erschütternde Einblicke in das Leben benachteiligter Frauen. „Sie berichtet, wie sie Frauen behandelte, die häusliche Gewalt erlebten, darunter auch eine Situation, in der der alkoholisierte Ehemann ‚mich so schlug, dass es keine Stelle an meinem Körper gab, die nicht weh tat‘. […] In den 1930er Jahren nahm die Zahl der illegalen Abtreibungen stark zu. Als ich als Krankenhausärztin arbeitete, machte es einen schockierenden Eindruck, all die Frauen, und besonders die 18-19-jährigen Mädchen, zu sehen, die an infizierten Abtreibungen mit anschließender Blutvergiftung starben.“

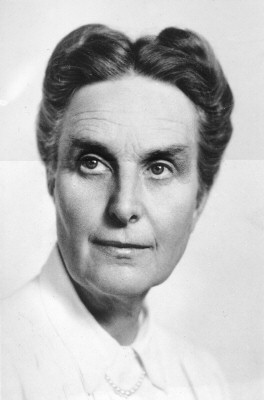
Tove Mohr, circa 1950

1928–1931 lehrte Tove Mohr Physiologie und Gesundheit an der Statens lærerinneskole (Staatlichen Lehrerinnenschule) in Stabekk. Bereits im Pensionsalter, 1959–1971, war sie als Ärztin bei einer Massenuntersuchung von Frauen auf Gebärmutterkrebs in Østfold tätig.
Als Ärztin hat Tove Mohr über tausend Frauen bei der Geburt geholfen. „Das Miterleben der Wehen hat mir einen tiefen Respekt vor der Frau, ihren körperlichen und geistigen Ressourcen gegeben“, sagte sie später. (zitiert bei)

### Politische Arbeit
Tove Mohr sah den Zusammenhang von Abstinenz und Frauenrechten und war der Meinung, „dass die Ursachen für Alkoholkonsum und Alkoholismus im Patriarchat, in männlichen Idealen und Traditionen liegen und dass der Alkoholmissbrauch Frauen und Kinder betrifft.“ Mit Aufklärungsarbeit sollte „eine neue Kultur der Abstinenz“ aufgebaut werden. In ihrem Vortrag Konemishandlingen og behovet for edruelighetsnevnder (Frauenmisshandlungen und die Notwendigkeit der Nüchternheit), den Tove Mohr 1929 vor der NSUA hielt, berichtete sie vom Anstieg des Alkoholkonsums um 10 % innerhalb eines Jahres (1926 auf 1927), wobei sich der Verbrauch von Spirituosen sogar verneunfacht hatte.
Die große Anzahl von Kindern in den Arbeiterhaushalten erschöpfte die Frauen und belastete ihre Familien finanziell. „Ärzte boten damals im Allgemeinen keine Verhütungsberatung an – das war sozusagen unter ihrer Würde. Dies führte Mohr auf einen radikalen Weg. Sie setzte sich für die Empfängnisverhütung für Frauen ein, denn ‚es war das Einzige, worauf man sich verlassen konnte.‘ Sie plädierte für die selbstbestimmte Abtreibung und für den Familienlohn, d. h. der Lohn sollte der Mutter in der Familie gezahlt werden, in der der Lohn verdient wurde.“
Die Praxis ihrer politischen Arbeit fand zum großen Teil innerhalb öffentlicher Ämter statt. Bereits als junge Ärztin wurde Tove Mohr 1922 in die Strafrechtskommission (straffelovkomiteen) des Justizministeriums berufen, die die Änderung des Strafgesetzbuches vorbereitete und sich besonders mit den Sexualdelikten befasste. 1929 wurde sie von der Norwegischen Ärztekammer (Den norske lægeforening) in einen Ausschuss entsandt, der die Frage des Schwangerschaftsabbruchs erörterte. Nachdem sie 1930–1931 mit Artikeln in der Tidsskrift for Den norske lægeforening als Befürworterin des legalen abortus provocatus aufgefallen war, wurde sie vom Justizministerium erneut in eine Kommission berufen, die 1934 das Abtreibungsrecht überarbeiten sollte.
Nach geltendem Recht musste eine Abtreibung durch zwei Amtsärzte genehmigt werden und war nur aus medizinischen Gründen erlaubt. Tove Mohr formulierte den radikalen Vorschlag, einen Abbruch ohne ärztliche Genehmigung strafrechtlich nicht verfolgen zu lassen, was eine Abtreibung auch aus sozialen Gründen, also der finanziellen Belastung der Mutter, erlauben würde. Die Mehrheit folgte Mohrs Vorschlag nicht; die Genehmigungspflicht blieb, aber immerhin wurden soziale Indikationen (Abtreibungsgründe) legalisiert.
Tove Mohr setzte ihre Abstinenzprävention im Osloer edruelighetsnemnd (Nüchternheitsausschuss) fort, dem sie 18 Jahre lang angehörte, zuletzt vier Jahre als Vorsitzende. Diese Ausschüsse bestanden bis 1988 in jeder norwegischen Gemeinde und sollten die Bedingungen, nüchtern zu bleiben, verbessern. 1947 wurde Mohr vom Sozialministerium in die Kommission zur Überarbeitung des Gesetzes über alkoholische Getränke (Edruelighetskomiteen) berufen. „Sie selbst war der Ansicht, dass sich die Prohibitionspolitik als sinnlos erwiesen hatte, und befürwortete die Regulierung des Alkoholverkaufs.“
Außerdem war sie Mitglied des Osloer Schulrats (skolestyre, 1935–1940) und des Hygieneausschusses des Schulrats, Mitglied des Osloer Vormundschaftsrates und des Aufsichtsausschusses für das nationale Frauengefängnis, sowie 1948–1952 Vorsitzende des schon erwähnten Oslo Mødrehygienekontor. In diesen Funktionen sorgte Tove Mohr dafür, dass Sexualerziehung in den Schulen schon in den 1930er Jahren eingeführt wurde, und dass nach der Unterbrechung durch Krieg und Besatzung die Mütterberatungsstellen wiedererrichtet wurden.

## Veröffentlichungen
(Quelle:)
- Konemishandlingen og behovet for edruelighetsnevnder: foredrag holdt ved N.S.U.A.s sociale kursus 1929. (Frauenmisshandlungen und die Notwendigkeit der Nüchternheit: Vortrag im Rahmen des N.S.U.A.-Sozialkurses 1929.) N.S.U.A., Oslo 1930.
- Artikel zum abortus provocatus in Tidsskrift for Den norske lægeforening. 1930 und 1931
- Mødrehygienekontorene i Norge. in Samtiden 1934.
- Et tilfelle av scorbut hos diegivende kvinne. (Ein Fall von Skorbut bei einer stillenden Frau.) 1934.
- Tiltak for vanskeligstilte mødre og deres barn. (Maßnahmen für benachteiligte Mütter und ihre Kinder.) in: Betzy Kjelsberg, Sigrid Stray, Gunnar Jahn, Tove Mohr: Kvinnens sosiale stilling: September—oktober 1934. (Norsk Rikskringkastings serieforedrag nr. 3), J. M. Stenersen (in Kommission), Oslo 1935.[20]
- Als T. Mohr, mit Arnljot Engh: Sosial forsorg og trygd. (Sozialhilfe und soziale Sicherheit.) Stenersen (in Kommission), Oslo 1936.
- Katti Anker Møller: en banebryter. (Katti Anker Møller: eine Wegbereiterin.) Tiden Norsk Forlag, Oslo 1968 (Neuauflage 1976), ISBN 82-10-01258-4.